# Campeonato de Primera División 1925 (Argentina)
La Copa Campeonato  1925 fue el cuadragésimo tercer torneo de Primera División, organizado por la Asociación Argentina de Football. Se desarrolló entre el 5 de abril y el 15 de noviembre, en una rueda de todos contra todos, pero nuevamente no se jugaron todos los partidos programados, destacándose que el Club Atlético Boca Juniors, tras disputar solo siete encuentros, partió de gira por Europa, llevando en su plantel a las principales figuras de otros equipos. Al finalizar la misma, dados los excelentes resultados obtenidos, la Asociación premió al club con el título honorífico de "Campeón de Honor 1925".
El campeón fue el Club Atlético Huracán que obtuvo su tercer título, tras adjudicarse el desempate con el Club Atlético Nueva Chicago, con el que había compartido el primer puesto, en un partido disputado el 22 de agosto de 1926.

## Ascensos y descensos
| Pos | Equipo ascendido  |
| --- | ----------------- |
| 1.º | Chacarita Juniors |

| Equipos descendidos en la temporada 1924 |
| ---------------------------------------- |
| No hubo                                  |

De esta forma, el número de equipos participantes aumentó a 23.

## Equipos
| Equipo                | Ciudad       |
| --------------------- | ------------ |
| All Boys              | Buenos Aires |
| Alvear                | Buenos Aires |
| Argentino de Banfield | Banfield     |
| Argentino de Quilmes  | Quilmes      |
| Argentinos Juniors    | Buenos Aires |
| Barracas              | Buenos Aires |
| Boca Alumni           | Buenos Aires |
| Boca Juniors          | Buenos Aires |
| Chacarita Juniors     | Buenos Aires |
| Colegiales            | Buenos Aires |
| Del Plata             | Buenos Aires |
| Dock Sud              | Avellaneda   |
| El Porvenir           | Gerli        |
| General San Martín    | San Martín   |
| Huracán               | Buenos Aires |
| Nueva Chicago         | Buenos Aires |
| Palermo               | Buenos Aires |
| Porteño               | Buenos Aires |
| Progresista           | Gerli        |
| San Fernando          | San Fernando |
| Sportsman             | Buenos Aires |
| Temperley             | Temperley    |
| Universal             | Buenos Aires |

## Tabla de posiciones final
| Pos  | Equipo                | Pts | PJ | G  | E  | P  | GF | GC | Dif |
| ---- | --------------------- | --- | -- | -- | -- | -- | -- | -- | --- |
| 1.º  | Huracán               | 38  | 21 | 18 | 2  | 1  | 51 | 12 | 39  |
| 2.º  | Nueva Chicago         | 38  | 21 | 18 | 2  | 1  | 46 | 10 | 36  |
| 3.º  | El Porvenir           | 32  | 21 | 14 | 4  | 3  | 30 | 15 | 15  |
| 4.º  | Temperley             | 30  | 20 | 13 | 4  | 3  | 35 | 14 | 21  |
| 5.º  | Chacarita Juniors     | 28  | 21 | 12 | 4  | 5  | 42 | 19 | 23  |
| 6.º  | Argentino de Banfield | 23  | 21 | 9  | 5  | 7  | 31 | 23 | 8   |
| 7.º  | Palermo               | 23  | 21 | 10 | 3  | 8  | 29 | 26 | 3   |
| 8.º  | General San Martín    | 22  | 22 | 8  | 6  | 8  | 22 | 24 | -2  |
| 9.º  | Progresista           | 22  | 22 | 6  | 10 | 6  | 23 | 27 | -4  |
| 10.º | Sportivo Barracas     | 22  | 22 | 8  | 6  | 8  | 22 | 24 | -2  |
| 11.º | Del Plata             | 18  | 20 | 7  | 4  | 9  | 19 | 31 | -12 |
| 12.º | Sportivo Dock Sud     | 18  | 21 | 4  | 10 | 7  | 14 | 24 | -10 |
| 13.º | Sportsman             | 18  | 21 | 5  | 8  | 8  | 17 | 21 | -4  |
| 14.º | Colegiales            | 17  | 21 | 6  | 5  | 10 | 18 | 30 | -12 |
| 15.º | All Boys              | 16  | 21 | 5  | 6  | 10 | 16 | 19 | -3  |
| 16.º | Boca Alumni           | 17  | 22 | 5  | 7  | 10 | 13 | 27 | -14 |
| 17.º | Argentino de Quilmes  | 15  | 20 | 4  | 7  | 9  | 18 | 30 | -12 |
| 18.º | Universal             | 15  | 20 | 4  | 7  | 9  | 17 | 25 | -8  |
| 19.º | Porteño               | 14  | 21 | 3  | 8  | 10 | 24 | 44 | -20 |
| 20.º | Boca Juniors          | 13  | 7  | 6  | 1  | 0  | 16 | 3  | 13  |
| 21.º | San Fernando          | 13  | 22 | 4  | 5  | 13 | 19 | 30 | -11 |
| 22.º | Argentinos Juniors    | 13  | 22 | 3  | 7  | 12 | 13 | 24 | -11 |
| 23.º | Alvear                | 5   | 20 | 2  | 1  | 17 | 8  | 41 | -33 |

## Desempate por el título
Para definir al campeón, el 22 de agosto de 1926 se disputó el partido de desempate. Al haber finalizado igualado 1 a 1, debía jugarse un tiempo suplementario, que el equipo de Nueva Chicago se negó a disputar, retirándose del estadio, hecho que dio lugar a numerosos incidentes. El Tribunal decidió darle por ganado el partido a Huracán, que se quedó con su tercer título.
| Partido  | Partido   | Partido       | Partido           | Partido              | Partido |
| Equipo 1 | Resultado | Equipo 2      | Estadio           | Fecha                |         |
| -------- | --------- | ------------- | ----------------- | -------------------- | ------- |
| Huracán  | 1 - 1     | Nueva Chicago | Sportivo Barracas | 22 de agosto de 1926 |         |

## Goleadores
| Jugador              | Jugador           | Goles | Equipo            |
| -------------------- | ----------------- | ----- | ----------------- |
| Bandera de Argentina | José Gaslini      | 16    | Chacarita Juniors |
| Bandera de Argentina | Armando Stagnaro  | 14    | Palermo           |
| Bandera de Argentina | Sergio Varela     | 14    | Nueva Chicago     |
| Bandera de Argentina | Feliciano Perduca | 13    | Temperley         |